# Huby (Torzeniec)
Huby – część wsi Torzeniec w Polsce, położona w województwie wielkopolskim, w powiecie ostrzeszowskim, w gminie Doruchów.
W latach 1975–1998 Huby administracyjnie należały do województwa kaliskiego.